# (885) Ulrike
(885) Ulrike ist ein Asteroid des Hauptgürtels, der am 23. September 1917 von dem russischen Astronomen Sergei Iwanowitsch Beljawski am Krim-Observatorium in Simejis entdeckt wurde.
Der Asteroid ist benannt nach Ulrike von Levetzow, einer Geliebten Johann Wolfgang von Goethes.